# Peter van Pels

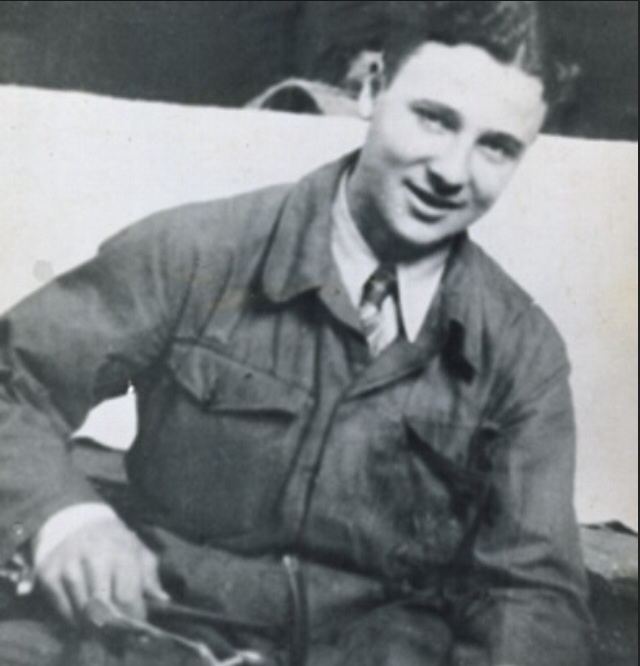
Peter van Pels (1942)

Peter Aron van Pels (* 8. November 1926 in Osnabrück; † 10. Mai 1945 im KZ Mauthausen) war ein Opfer des Nationalsozialismus, das im Tagebuch der Anne Frank unter dem Pseudonym Peter van Daan genannt wird. Er versteckte sich von Juli 1942 bis August 1944 mit Anne Frank und sechs weiteren jüdischen Untergetauchten im Hinterhaus der Prinsengracht 263, Amsterdam, dem heutigen Anne-Frank-Haus.

## Leben

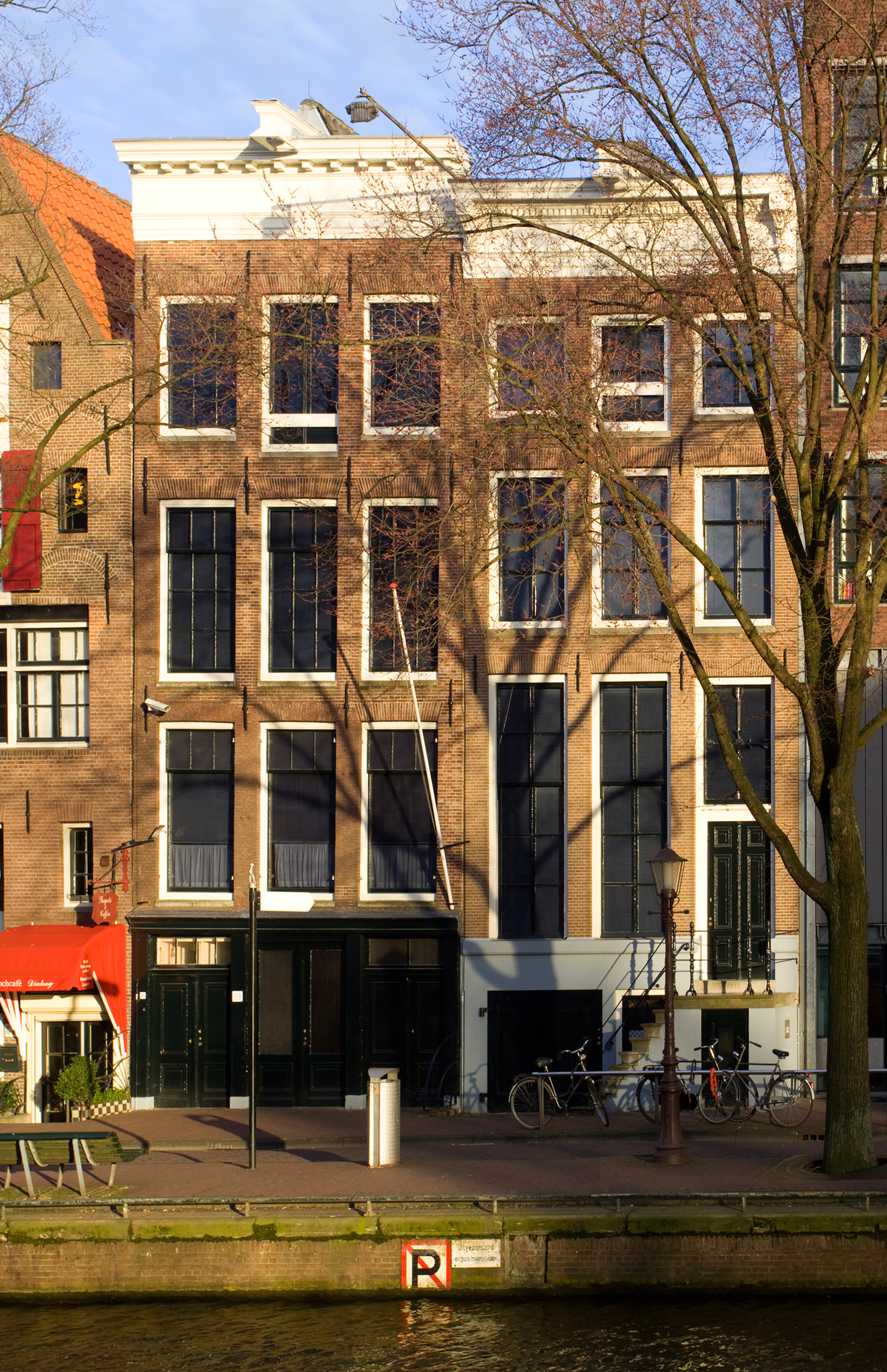
Prinsengracht 263 in Amsterdam, in dessen Hinterhaus Peter van Pels sich versteckte

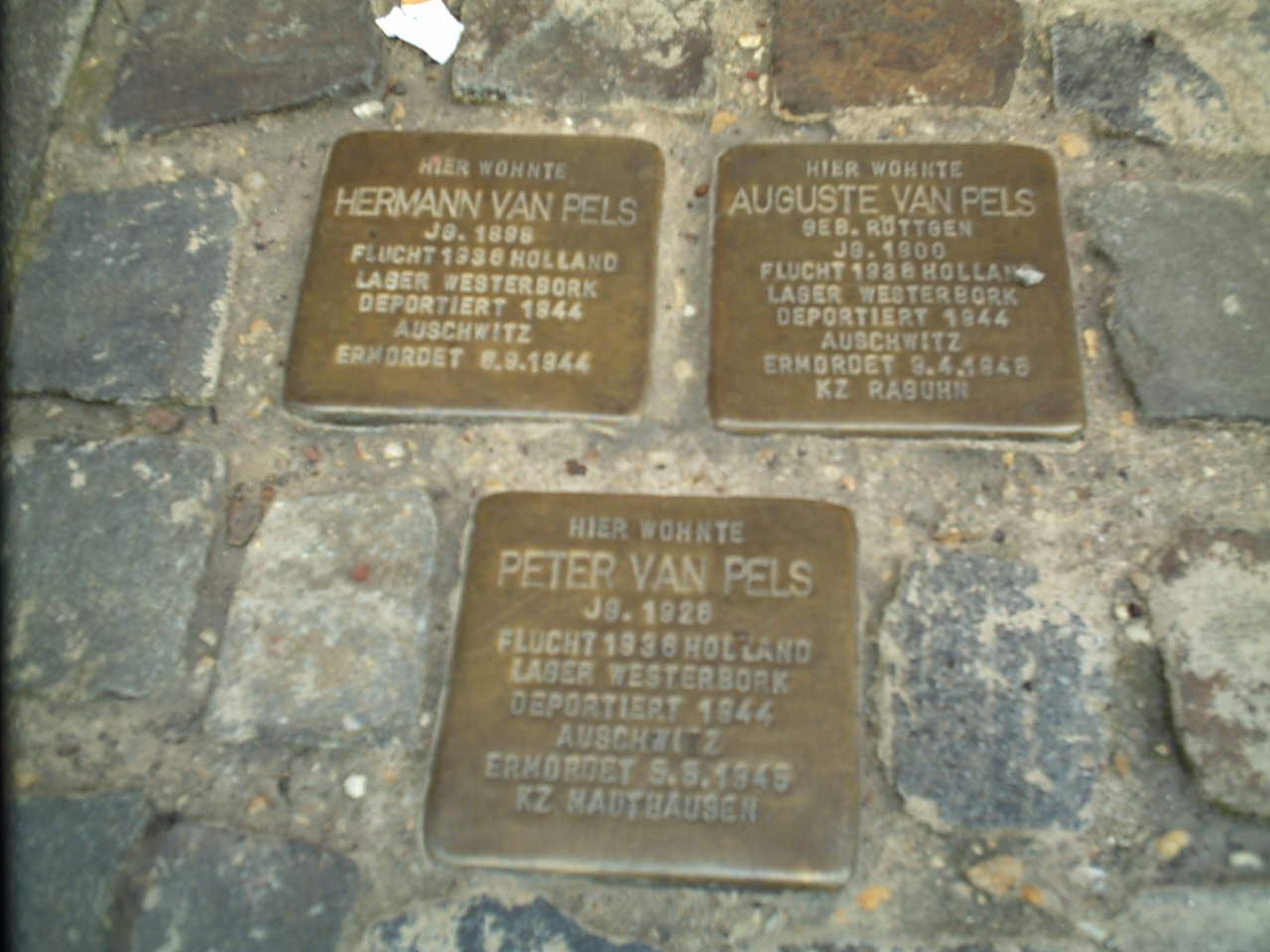
Stolpersteine der Familie van Pels in der Martinistraße 67a in Osnabrück

Peter van Pels wurde 1926 in Osnabrück geboren. Er war das einzige Kind von Hermann van Pels und Auguste van Pels (geb. Röttgen). Peter besuchte die Israelitische Elementarschule in der Rolandstraße. Die Familie zog im Juni 1937 nach Amsterdam, um den judenfeindlichen Gesetzen im nationalsozialistischen Deutschland zu entkommen, und wohnte in der Nähe der Familie Frank. 1939 begann Hermann van Pels in Otto Franks Firma Pectacon, die mit Gewürzmischungen für Fleisch und Wurst handelte, zu arbeiten. Peter begann nach der Schule eine Lehre als Tischler.
Am 13. Juli 1942 tauchte die Familie van Pels im Hinterhaus des Firmengebäudes der Opekta und Pectacon, Prinsengracht 263, zusammen mit Fritz Pfeffer, Otto Frank, Edith Frank-Holländer, Margot Frank und Anne Frank unter. Im Tagebuch der Anne Frank spielt die Begegnung mit Peter, die anfängliche Abneigung und sich dann entwickelnde Zuneigung Annes eine zentrale Rolle.
Das einzige heute erhaltene Möbelstück aus der Prinsengracht 263 wurde wahrscheinlich von Peter van Pels gebaut.
Die Gestapo stürmte am 4. August 1944 das Hinterhaus und nahm die acht Untergetauchten fest. Peter van Pels kam in das KZ Auschwitz; aus der Zeit seiner dortigen Internierung ist bekannt, dass er Otto Frank regelmäßig mit Lebensmitteln versorgte. Beim Vorrücken der Roten Armee wurde er in der Nacht vom 17. auf den 18. Januar 1945 auf den „Todesmarsch“ geschickt. Über verschiedene Lager erreichte der Treck, in welchem sich Peter van Pels befand, am 25. Januar 1945 das österreichische KZ Mauthausen. Vier Tage nach seiner Ankunft, am 29. Januar 1945, ist er vom Stammlager Mauthausen in eines der Außenlager nach Melk verbracht worden. Er muss dort krank geworden sein. Am 11. April 1945 wurde er aus dem „Revier“ von Melk ins Stammlager Mauthausen zurückgebracht und kam in das sogenannte Sanitätslager.
Datiert wird sein Tod auf den 10. Mai 1945, wenige Tage nach der Befreiung des KZ. Sein Name erscheint an diesem Tag im „Abgangsbuch (Tote)“ des Hospitals Mauthausen. Dasselbe Datum findet sich auf einer Liste der US Army, die aller Wahrscheinlichkeit nach auf der Basis des „Abgangsbuchs“ zusammengestellt wurde. Vor der Entdeckung des Eintrags im „Abgangsbuch“ hatte das Rote Kreuz mangels Unterlagen hilfsweise den Tag der Befreiung des Lagers, den 5. Mai, als offizielles Sterbedatum angegeben. Daher taucht auch dieses Datum noch häufig in Berichten und Dokumenten auf, unter anderem auf dem für Peter van Pels verlegten Stolperstein und in Melissa Müllers Biografie von Anne Frank.
Sein Vater Hermann van Pels wurde Anfang Oktober 1944 im KZ Auschwitz vergast. Seine Mutter Auguste van Pels wurde in mehrere Lager gebracht und kam am 9. April 1945 in Raguhn, Außenlager des KZ Buchenwald, um.
Vor dem Gebäude in der Martinistraße 67a in Osnabrück findet man zum Gedenken Stolpersteine für die Familie van Pels. Dort hatten sie im ersten Stock gewohnt.

## Literarische Rezeption
Peter van Pels wurde später zur Hauptfigur des Romans The Boy Who Loved Anne Frank (deutsche Übersetzung:  Der Junge, der Anne Frank liebte, 2005) von Ellen Feldman. Im Roman wird die Liebesgeschichte zwischen Peter und Anne fiktional ausgeschmückt. Weiter stattet die Autorin Peter mit einer erfundenen Fortsetzung seiner Lebensgeschichte aus, in der er die KZ-Haft überlebt, in die USA auswandert und dort auf traumatische Weise die Wiederentdeckung seiner zunächst verdrängten Vergangenheit erlebt.

## Zitate
Max van Creveld, der 1940 und 1941 als Untermieter bei der Familie van Pels wohnte:
„Ich hatte bei ihnen ein Zimmer gemietet, und wir aßen jeden Abend gemeinsam. Frau van Pels kochte selbst. Wir hatten kein besonders enges Verhältnis, ich wusste zum Beispiel nicht, dass sie untertauchen wollten. Aber so etwas behielt man damals auch für sich. Es waren schlimme Zeiten. Herr van Pels war sehr liebenswürdig und Frau van Pels auch. Peter war ein feiner Kerl. In welche Schule er ging, weiß ich eigentlich nicht mehr, aber ich erinnere mich noch daran, dass er an einem Lehrgang im Möbelpolstern teilgenommen hat.“
Bertel Hess, eine Cousine von Hermann van Pels:
„Peter habe ich oft gesehen. Er besuchte seine Tante Henny und seinen Opa, die ebenfalls aus Osnabrück geflohen waren und jetzt in Amsterdam lebten. Er war ein sehr netter Junge, und schüchtern, sehr schüchtern. Er kam oft zu Henny, wenn sie etwas zu reparieren hatte, Tischlerarbeiten oder so, so etwas machte er für sie. Er war sehr still.“